# Plateoplia acrobelia
Plateoplia acrobelia là một loài bướm đêm trong họ Geometridae.